# Колледж-Парк (Джорджія)
Колледж-Парк (англ. College Park) — місто (англ. city) в США, в округах Фултон і Клейтон штату Джорджія. Населення — 13 930 осіб (2020).

## Географія
Колледж-Парк розташований за координатами 33°38′17″ пн. ш. 84°27′36″ зх. д. / 33.63806° пн. ш. 84.46000° зх. д. (33.638149, -84.460080).  За даними Бюро перепису населення США в 2010 році місто мало площу 26,12 км², з яких 26,08 км² — суходіл та 0,05 км² — водойми. В 2017 році площа становила 27,89 км², з яких 27,77 км² — суходіл та 0,12 км² — водойми.

## Демографія
Згідно з переписом 2010 року, у місті мешкали 13 942 особи в 5595 домогосподарствах у складі 3201 родини. Густота населення становила 534 особи/км².  Було 7159 помешкань (274/км²).
Расовий склад населення:
| - 79,4 % — чорних або афроамериканців - 13,0 % — білих - 0,9 % — азіатів - 0,4 % — корінних американців - 4,2 % — осіб інших рас |

До двох чи більше рас належало 2,0 %. Частка іспаномовних становила 6,9 % від усіх жителів.
За віковим діапазоном населення розподілялося таким чином: 29,4 % — особи молодші 18 років, 64,2 % — особи у віці 18—64 років, 6,4 % — особи у віці 65 років та старші. Медіана віку мешканця становила 30,5 року. На 100 осіб жіночої статі у місті припадало 89,7 чоловіків;  на 100 жінок у віці від 18 років та старших — 85,2 чоловіків також старших 18 років.
Середній дохід на одне домашнє господарство  становив 43 370 доларів США (медіана — 27 570), а середній дохід на одну сім'ю — 52 836 доларів (медіана — 30 540). Медіана доходів становила 30 699 доларів для чоловіків та 28 682 долари для жінок. За межею бідності перебувало 38,4 % осіб, у тому числі 57,4 % дітей у віці до 18 років та 17,5 % осіб у віці 65 років та старших.
Цивільне працевлаштоване населення становило 5603 особи. Основні галузі зайнятості: мистецтво, розваги та відпочинок — 20,8 %, освіта, охорона здоров'я та соціальна допомога — 13,5 %, роздрібна торгівля — 12,3 %, транспорт — 12,2 %.